# Xã Westerheim, Quận Lyon, Minnesota
Xã Westerheim (tiếng Anh: Westerheim Township) là một xã thuộc quận Lyon, tiểu bang Minnesota, Hoa Kỳ. Năm 2010, dân số của xã này là 235 người.